# دانیله کاردلی
دانیله کاردلی (انگلیسی: Daniele Cardelli؛ زادهٔ ۱۶ مارس ۱۹۹۵) بازیکن فوتبال اهل ایتالیا است.
از باشگاه‌هایی که در آن بازی کرده‌است می‌توان به باشگاه فوتبال پیزا اشاره کرد.